# Vibilius
Vibilius nebo Vibillius (1. století) byl v 1. století našeho letopočtu vládce germánského kmene Hermundurů. Informace o tomto germánském náčelníkovi se dochovaly v Análech římského historika Publia Tacita.
Po svržení markomanského vládce Marobuda, Katvaldou v roce 18 našeho letopočtu, musel Marobud uniknout do římské provincie Noricum a odtud do Ravenny. Katvalda poté započal budovat novou říši na území Bojohéma (dnešní Čechy), což bylo v rozporu s představami římského impéria, kterému se tyto kroky zdály nebezpečné pro severní hranici Norica. Proto v již v roce 21 našeho letopočtu pomohli k moci hermundurskému náčelníkovi Vibiliovi, který Katvaldu sesadil. I Katvalda byl stejně jako Marobud nucen hledat útočiště v římském impériu. Odešel do Forum Julii v provincii Gallia Narbonensis. Ambice Vibilia se brzy Římanům opět nezamlouvaly a s pomocí Kvádů ho sesadili. Moc nad územím severně od Norica svěřili Vanniovi, který vládl téměř třicet let. Jeho vláda byla tyranská a nepřátelská k okolním kmenům. Proto okolo roku 50 našeho letopočtu Vibilius, který mezitím nabyl nové moci a síly spolu s Vanniovými synovci Vangiem a Sidou zaútočili od severu na území Vanniova království a krále Vania sesadili z trůnu. Tím zanikla velká říše Markomanů. Území si mezi sebe rozdělili Vangio a Sido. Jeden vládl nad Markomany v Bojohému, druhý nad Kvády. Ostatní germánské kmeny měly své vládce. Tím byla roztříštěná moc Germánie, přesto ani v příštích letech útoky germánských kmenů na severní část římského impéria neustávaly a vyústily v markomanské války v letech 166-180, kdy Římané byli nuceni na obranu severní hranice provincií Noricum, Dácie a Panonie vybudovat řadu pevností Limes Romanus. Římský císař Marcus Aurelius na ochranu této hranice vyslal římskou legii (Legio II Italica Pia) spolu s početnými pomocnými sbory. Tyto vojenské síly zde od této doby měly své stálé sídlo.